# Jihoafrická celní unie
Jihoafrická celní unie (JACU, anglicky Southern African Customs Union, SACU) hraje významnou úlohu v hospodářské spolupráci zemí jižní Afriky.

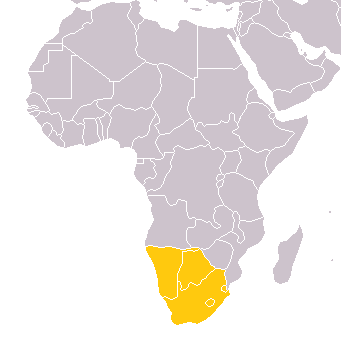
Státy JACU

JACU byla založená v roce 1969, ačkoliv počátky snah o společný celní prostor v regionu je možno sledovat již v roce 1910. JACU má v současné době 5 členů: tři relativně vyspělé ekonomiky a dvě menší království:
- Jižní Afrika,
- Namibie
- Botswana
- Lesotho
- Svazijsko

V roce 1996 Jihoafrické rozvojové společenství rozhodlo vytvořit zónu volného obchodu zahrnující JACU a všechny zbývající členské státy. Toto rozhodnutí reflektuje odhodlání členských států JARS pozměnit charakter dosavadní spolupráce, kterou charakterizovaly proklamace vzájemné solidarity a sdílení nerovnoměrně rozdělených přírodních zdrojů. To, že se tento cíl splnit nepodařilo, dokládají statistiky poukazující na dodnes přetrvávající propastné rozdíly mezi ekonomikami všech čtrnácti členských zemí.